# الابراق، یمن
ال ابراق، یمن یک منطقهٔ مسکونی در یمن است که در استان صنعا واقع شده‌است.